# Patrick Walden

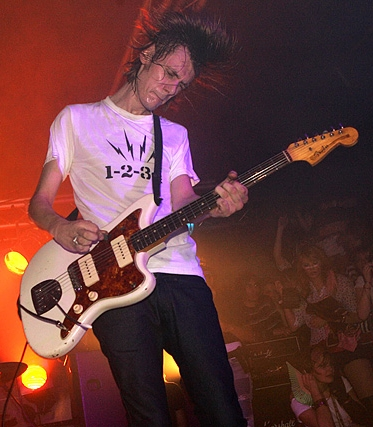
Patrick Walden während eines Auftritts der Babyshambles im Oktober 2004. Er spielt eine Fender Jazzmaster in der Farbe Olympic White.

Patrick George Walden (* 5. Oktober 1978 in London; † 20. Juni 2025) war bis 2006 Gitarrist und Backing-Vocalist der britischen Rockband Babyshambles. Bevor er Mitglied der Babyshambles wurde, spielte er in kleinen Londoner Bands wie Fluid, The Six Cold Thousand und The White Sport. Walden war auch Studiomusiker und live Bassist bzw. Gitarrist für Whitey, James Blunt, 500 and Crave, Ed Laliq, Edward Larrikin und The Honeymoon. Ab Ende 2007 war er wieder musikalisch aktiv, unter anderem spielte Walden in der Band Big Dave, diese wurde jedoch 2009 aufgelöst. 2011 gründete Walden die Gruppe bête noire, mit welcher er das Debütalbum aufnahm.

## Karriere

### Jugend und erste Bands
Patrick Walden kam durch seinen Vater zum Musizieren, der ihm im Alter von 11 Jahren eine Gitarre kaufte, und spielte daraufhin mehrere Stunden am Tag. Im Alter von 16 Jahren begann er seine Ausbildung für E-Gitarre an einem Musik-College in London, wo er viele seiner späteren Freunde und Bandkollegen kennenlernte. Mit diesen gründete er eine erste eigene Band. Nach Abschluss des Colleges gründete er mit Robert Mannall, mit dem er seit 2011 in der Band bête noire spielte, die Gruppe The Six Cold Thousand (später in The Rebecas umbenannt). Walden verließ die Band und spielte nun E-Bass bei Five Hundred and Crave. Um seinen Lebensunterhalt zu finanzieren, arbeitete er als Studiomusiker. Im Jahr 2002 trat er The White Sport bei und spielte dort E-Gitarre und E-Bass (E-Bass nur bei Studioaufnahmen). Während dieser Zeit lernte er Adam Ficek kennen, der Schlagzeuger bei The White Sport war. Seine erste Veröffentlichung mit The White Sport war die Single Back on im Jahr 2003. Da die Band als Vorgruppe von The Libertines auftrat, befreundete sich Walden mit Peter Doherty. 2004 nahm The White Sport das Album Songs the Postman can whistle auf, das jedoch erst zwei Jahre später veröffentlicht wurde. Im Frühjahr 2004 trennte sich die Band kurz nach den Aufnahmen zum ersten Album.

### Babyshambles
Im Sommer 2004 wurde Peter Doherty wegen seiner Drogenabhängigkeit endgültig von den Libertines ausgeschlossen, danach widmete er sich der von ihm gegründeten Band Babyshambles. Patrick Walden, mit Doherty befreundet, wurde Gitarrist der Band. Walden schrieb zusammen mit Doherty viele Songs der noch jungen Band, zum Beispiel „The Man Who Came To Stay“, der als B-Seite der Single Killamangiro veröffentlicht wurde. Andere Doherty/Walden Kompositionen waren „Fuck Forever“, „Loyalty Song“, „In Love With a Feeling“, „Up the Morning“, „Pipe Down“, „32nd of December“ und „8 Dead Boys“. Walden war damit an 7 von 16 Songs auf dem Debütalbum Down in Albion beteiligt.
Waldens ungewöhnliche Spielweise unterschied die Babyshambles von vielen anderen Bands der Ost-Londoner Musikszene. Im Dezember 2005 verließ Walden die Babyshambles wegen schweren Drogenmissbrauchs. Zunächst wurde er nicht durch einen anderen Gitarristen ersetzt. Im Januar 2006 wurde sein Ausscheiden offiziell bekanntgegeben. Jedoch spielte Walden am 23. Januar 2006 mit den Babyshambles ein Konzert in der Junction in Cambridge sowie mehrere Konzerte auf dieser Tour. Anschließend trat er bis 2009 nicht mehr mit der Band auf.
Im April 2006 gingen die Babyshambles ohne Walden auf Tour. Walden wurde beschuldigt, seine damalige Freundin angegriffen zu haben. Er wurde verhaftet und verbrachte neun Tage im Gefängnis Pentonville. Alle Anklagen gegen ihn wurden schließlich fallengelassen. Er verließ London, um vom Heroin los zu kommen und Mick Whitnall wurde der neue Babyshambles Gitarrist. Walden sollte mit den Babyshambles auf ihrer November/Dezember Arena Tour spielen. Die Band veröffentlichte eine Erklärung, er sei kurzfristig abgesprungen, nach der Reise mit ihnen im Tourbus. Walden erklärte später, dass er nicht auf der Bühne erschienen sei, da es Drogen im Tourbus gab, obwohl sie eigentlich eine drogenfreie Tour spielen wollten. Außerdem erklärte er, dass sein Nachfolger, Mick Whitnall, nicht wolle, dass er mit der Band auftritt.

### Nach den Babyshambles
Es gab Gerüchte, dass Walden auf dem Cheltenham Jazz Festival zusammen mit Seb Rochfords Band Fulborn Teversham spielen sollte, aber dieser gemeinsame Auftritt wurde abgesagt. Am 30. Juni 2007 stand er in London zum ersten Mal seit seiner Trennung von den Babyshambles wieder auf der Bühne und erschien im Juli 2007 bei der „Rock Against Racism 30th Anniversary Show“ im Hackney Empire. Er spielte einige Babyshambles-Klassiker zusammen mit seinem alten Bandkollegen Drew McConnell. Am 3. August 2007 spielte Walden einen kleinen Gig im Hackney Empire mit allen ehemaligen Bandkollegen der Babyshambles (auch mit Mick Whitnall) anlässlich des Geburtstages von Peter Wolfe.
Im Mai 2009 veranstaltete Walden im Rahmen des Jugendprojektes „EC1“ im Londoner Stadtteil Islington einen Workshop für junge Gitarristen. Das dazu nötige Equipment, eine E-Gitarre, drei Gitarrenverstärker, zwei E-Bässe, ein Lautsprecher, eine Melodika und eine Mundharmonika, wurde bereits 2005 während eines „zu lauten“ Konzertes im Duke of Clarence Pub beschlagnahmt, von den Babyshambles wurde nur ein Teil der Instrumente zurückgefordert und der Rest dem Projekt gespendet. Walden selbst erklärte sich damals bereit, in naher Zukunft einen Workshop zu organisieren, um im Gegenzug seine Fender Jazzmaster wieder zu erhalten.
Walden spielte mit den Babyshambles, am 15. Mai 2009 in der „Rhythm Factory“ sowie am 6. November 2009 im „The Halo“ in Battersea, einige Songs, darunter „Fuck Forever“, „Pipedown“, „Black Boy Lane“ und „À rebours“.
Im Oktober 2010 gab Waldens früherer Bandkollege Adam Ficek in seinem Blog bekannt, er wolle mit ihm einige neue Songs schreiben, Walden solle für einige Songentwürfte die Gitarre einspielen. Am 26. Januar 2011 veröffentlichten Ficek und Walden einen gemeinsamen Webcast auf der Internetplattform BlogTV.

### Big Dave
Ende 2007 gründete Walden die Band Big Dave mit dem Schlagzeuger Seb Rochford und der Bassistin Ruth Goller. In der ersten Hälfte des Jahres 2008 und im Frühjahr 2009 spielte die Band ein paar kleinere Konzerte. Walden kündigte an, eine Debüt-EP im Laufe des Jahres 2008 aufzunehmen. Es kam jedoch nicht zu einer Veröffentlichung, auf der offiziellen Myspaceseite der Band sind einige Stücke zu hören. Seit Mitte des Jahres 2009 hörte man nichts mehr von dieser Band.

### bête noire
Am 21. April 2011 veröffentlichten Walden und Robert Mannall eine erste Demoaufnahme auf der Internetplattform Soundcloud mit dem Titel Runaway. Seitdem erschienen weitere Demos.  Aus der Zusammenarbeit mit Mannall entstand die Band bête noire, bestehend aus Walden (Leadgitarre, Gesang), Robert Mannall (Gitarre, Gesang), Ruth Goller (Bass, Backing-Vocals) und Jamie Morrison (Schlagzeug). Das Debütkonzert der Band fand am 8. Oktober 2011 statt.

### Drogenabhängigkeit und Tod
Patrick Walden begann nach seinem Eintritt in die Band Babyshambles, im Spätsommer 2004, mit dem Konsum von Drogen, zunächst nur gelegentlich, doch bald entwickelte sich eine starke Heroinabhängigkeit. In einem Interview aus dem Jahr 2008 gab er an, er sei Crack-süchtig gewesen. Zur Beschaffung von Heroin und Crack lieh sich Walden in zwielichtigen Kreisen Geld und verschuldete sich. 2006 ging er mit der Absicht eines Drogenentzugs nach London. Im Mai wurde im offiziellen Libertines-Forum eine Nachricht veröffentlicht, dass er seit sechs Monaten kein Heroin mehr genommen habe und dabei sei, das Methadon abzusetzen.
Im August 2010 musste sich Walden wegen Hehlerei und dem Besitz eines Heroin-Methadon-Gemisches vor Gericht verantworten. Er wurde verhaftet, nachdem ein Wachmann im Londoner Stadtteil Sutton (in dem Walden wohnte) sein „verdächtiges“ Verhalten am 9. Januar beobachtet und die Polizei benachrichtigt hatte. Walden versuchte, sich der Verhaftung zu entziehen und zu flüchten. Er wurde im Besitz einer Sporttasche mit DVDs, Blu-ray Discs und einem Satellitenreceiver im Wert von rund 200 £ festgenommen. Außerdem führte er noch zwei Behälter mit dem Medikament Methadon mit sich, die jedoch nicht ihm, sondern einer anderen Person verschrieben worden waren. Am 9. August 2010 musste sich Walden für den Besitz von 21 Tabletten des Medikaments Diazepam verantworten. Nach zwei Anhörungen wurde er in allen Anklagepunkten für schuldig befunden und dazu verurteilt, zweimal sechs Monate lang bestimmte Auflagen zu erfüllen, was bedeutete, dass er innerhalb dieser Zeit nicht rückfällig werden durfte. Im April 2011 schloss Walden einen erneuten Entzug erfolgreich ab. Des Weiteren hörte er auf, große Mengen Alkohol zu konsumieren. Außerdem reduzierte er sein nach dem Absetzen des Heroins und Konsums von verschiedenen Medikamenten stark gestiegenes Gewicht. Nach eigenen Aussagen wollte er wieder ein normales Leben führen und seine musikalische Laufbahn fortsetzen.
Walden starb im Juni 2025 im Alter von 46 Jahren.

## Einflüsse und Stil
Walden nannte experimentelle Gitarristen wie J Mascis, Thurston Moore und Jimi Hendrix als frühe Einflüsse. Daraus entwickelte er im Laufe der Zeit seinen eigenen Stil, der sich aus Elementen verschiedener Musikrichtungen zusammensetzte, wie Grunge, Indierock, Blues oder Jazz.
Während des Beginns seiner Karriere spielte er in kleinen Londoner Bands, und sein Stil pendelte zwischen Jazz und Indierock. Als er Gitarrist der Babyshambles wurde, bezeichneten viele Kritiker seine Art zu spielen als „chaotisch“ und „außergewöhnlich“. Diese Spielweise und der besondere Klang seiner Fender Jazzmaster trugen dazu bei, dass sich die Babyshambles von den vielen anderen Ost-Londoner Bands unterschieden.
Mit seiner Band Big Dave und den Einflüssen der zwei anderen Bandmitglieder, Ruth Goller und Seb Rochford, die zuvor überwiegend in Jazzbands gespielt hatten, beschrieb Walden den „Big Dave Sound“ in einem Interview mit dem NME als melodisch und hart, zudem wurden Elemente von Sonic Youth, Oasis, The Mars Volta und Nirvana aufgegriffen.

## Equipment

### Akustische Gitarren
- mehrere Konzertgitarren von Höfner
- verschiedene Westerngitarren des Herstellers Martin Guitar, unter anderem eine DC15E und eine D-16GTE Fishman

### E-Bässe
- während seiner Zeit bei The White Sport und als Studiomusiker spielte Walden einen Fender Precision Bass in der Farbe Sunburst

### E-Gitarren

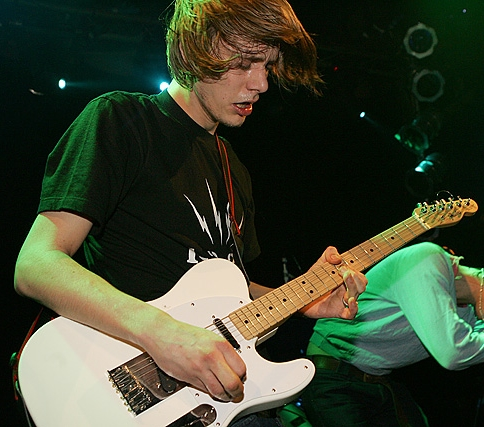
Patrick Walden mit einer weißen Fender Telecaster (2005)

Folgende E-Gitarren werden bzw. wurden von Patrick Walden benutzt:
- am häufigsten benutzt er eine 1962er Fender Jazzmaster (in der markanten Farbe Olympic White)
- mehrere Fender Stratocaster aus den Jahren 1985 und 1990, seine Stratocaster aus dem Jahr 1985 ist eine der seltenen Strats, bei denen die charakteristische ovale Klinkenbuchse fehlt und die Steckbuchse stattdessen ins Schlagbrett integriert ist
- Höfner Verythin 4575 mit Bigsby-Vibrato aus dem Jahr 1966
- Gretsch Tennessee Rose
- Gretsch Duo Jet
- Fender Telecaster in verschiedenen Farben und Ausführungen, unter anderem eine 1970er Fender Telecaster Custom[16]

### E-Gitarrenverstärker
- 1960A Verstärker mit einem JCM900 Röhrenverstärker, des Herstellers Marshall[17]
- bei Auftritten von Big Dave nutzte Walden verschiedene Verstärker der Firma Orange sowie Marshall-Combos

### Effektgeräte
- Boss CE-5 (Chorus)
- Boss GE-7 (Equalizer)
- Boss DD-3 (Delay)
- Boss TU-2 (Stimmgerät)
- Korg Stimmgerät[16]

## Diskografie

### mitThe White Sport(alsBassistund Studio-Leadgitarrist)
Alben
- Songs the Postman can whistle – Die Veröffentlichung war für 2004 geplant, aber durch den Zerfall der Band ist das Album erst im August 2006 erschienen.

Singles und EPs
- Back On – 2003
- Dazzlin – 2004

### mit denBabyshambles
(Quelle: )
Alben
- Down in Albion – 2005

Singles und EPs
- Babyshambles (als Bassist) – 2004
- Killamangiro – 2004
- Fuck Forever – 2005
- Albion – 2005

### mitRoses Kings Castles
Alben
- BRITISH PLASTIC (Walden hat für verschiedene Lieder die Gitarre eingespielt) – 2011[19]

## Sonstiges
Patrick Walden hatte seinen Hund, einen Staffordshire Bullterrier, nach seinem Idol Jimi Hendrix benannt.
In der Aufnahme des Songs Merry Go Round, vom Album Down in Albion, ist kurz vor dem Ende des Liedes zu hören, dass die Gitarre aussetzt, Peter Doherty die Zeile „I’ve been so good to that boy. Why did he steal all my lighters?“ (zu Deutsch „Ich war so gut zu diesem Jungen. Warum hat er all meine Feuerzeuge gestohlen?“) improvisierte und ein Gegenstand umfällt. Diese Geräusche, insbesondere die Improvisation, sind darauf zurückzuführen, dass Walden und Doherty sich gegenseitig die Feuerzeuge gestohlen haben und Doherty während der Aufnahme von seinem Stuhl aufsteht, um ein Feuerzeug zu suchen, jedoch im ersten Moment keines findet; als er eins gefunden hat und sich wieder setzen will, bricht sein Stuhl zusammen, der direkt neben dem Mikrofon platziert war.
Nach einem Konzert der Babyshambles hat Peter Doherty Patrick Walden Pipe Down und Walden Doherty Up The Morning auf den Arm geschrieben, später kam ein Tätowierer in die Umkleide der Band und hat beiden den jeweiligen Schriftzug eintätowiert. Pipe Down und Up The Morning sind Songs, die Doherty und Walden gemeinsam geschrieben haben. Die Lieder sind auf dem Album Down in Albion zu finden.